# Liujiang
Liujiang (chinesisch 柳江区, Pinyin Liǔjiāng Qū; Zhuang Liujgyangh Gih) ist ein Stadtbezirk in der bezirksfreien Stadt Liuzhou im Autonomen Gebiet Guangxi der Zhuang-Nationalität in der Volksrepublik China. Er hat eine Fläche von 2.537 km² und zählt 629.900 Einwohner (Stand: Ende 2018). Sein Hauptort ist die Großgemeinde Labao (拉堡镇).
Der Stadtbezirk Liujiang ging 2016 aus dem gleichnamigen Kreis Liujiang hervor. In Liujiang wurden Fossilien des anatomisch modernen Menschen (Homo sapiens) – der „Liujiang-Mensch“ – entdeckt.

## Administrative Gliederung
Auf Gemeindeebene setzt sich der Kreis aus elf Großgemeinden und einer Gemeinde zusammen. 